# 川口彦治

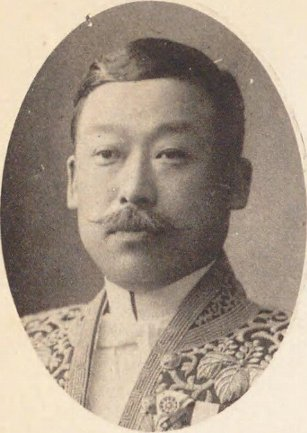
川口彦治

川口 彦治（かわぐち ひこはる、1871年1月30日（明治3年12月10日） - 1955年（昭和30年）5月）は、日本の内務・警察官僚、実業家。政友会系官選県知事、関東庁事務総長。

## 経歴
日向国諸県郡、後の宮崎県西諸県郡加久藤村（現えびの市）出身。郷士・川口時清の長男として生まれる。1893年7月鹿児島高等中学造士館予科卒業、1895年7月鹿児島高等中学造士館本科卒業。1899年7月、東京帝国大学法科大学政治学科を卒業。内務省に入省し警視庁警部となる。1900年11月、文官高等試験行政科試験に合格した。
以後、警視庁警視・府中警察署長、山梨県警部長、山梨県事務官・第四部長、茨城県事務官・第四部長、大分県事務官・第一部長兼第三部長、愛知県事務官・内務部長などを歴任。
1913年6月、大分県知事に就任。1914年4月、奈良県知事に転任。「政友会札付知事」と呼ばれた。好景気による奢侈生活を戒める生活合理化を推奨した。1915年7月、知事を休職となる。1917年1月、秋田県知事として復帰。憲政会の強い秋田県会を「原案執行」という強硬策で乗り切った。1919年4月、熊本県知事に転任。憲政会の強い県内において政友会の勢力伸長を図った。1921年5月、愛知県知事に転任。名古屋市の憲政会勢力を抑制するため、同年8月に名古屋市に隣接町村を編入し、市域を拡大させた市議選に干渉したが失敗した。1923年6月、関東庁事務総長に転任。1924年6月30日に辞職し退官した。
1927年、不動貯蓄銀行取締役となり10年間在任した。